# Level Up (téléfilm)
Pour les articles homonymes, voir Level Up.
Level Up est un téléfilm américain diffusé en 2011 aux États-Unis et en France début 2012, par Cartoon Network Studios, créé par Derek Guilley et Dadid Schneiderman. Le producteur est Peter Lauer. Le téléfilm a donné lieu à la série télévisée homonyme.

## Personnages
- Gaelan Connell (en) : Wyatt
- Connor Del Rio : Dante
- Jessie T. Usher : Lyle
- Aimee Carrero : Angie
- Eric André : Max Ross
- George Faughnan : Maldark
- Onira Tares : Tia
- Ron Clinton Smith : le coach Hawkins
- Matt Felten : Bard

## Sortie DVD
- Region 1